# Legenden om Sibiriens land
Legenden om Sibiriens land (russisk: Суд чести) er en sovjetisk film fra 1948 af Abram Room.

## Medvirkende
- Boris Tjirkov som Andrej Vereyskij
- Antonina Maksimova som Olga
- Jevgenij Samojlov som Nikolaj
- Nikolaj Annenkov som Aleksandr Dobrotvorskij
- Olga Zjizneva som Dr. Tatyana Dobrotvorskaja